# 康斯坦丁·奧爾別良

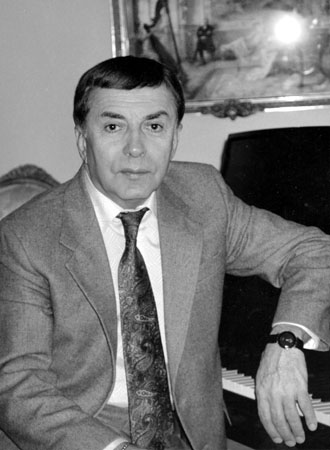
2008年的康斯坦丁·奧爾別良

康斯坦丁·奧爾別良（英語：Konstantin Aghaparoni Orbelyan，1928年7月29日—2014年4月24日），是一名亞美尼亞-美籍钢琴家、作曲家、指挥家。他是亚美尼亚国家交响乐团负责人。
2014年4月29日，他死于美国加州洛杉矶，享年85岁。